# Запис крст - Запис Рома (Крагујевац 3)
Запис крст - Запис Рома (Крагујевац 3) се налази на парцели чији је власник Град Крагујевац.

## Локација
| Општина             | Крагујевац                                                       |
| Катастарска општина | Крагујевац 3                                                     |
| Потес               | Сретењског устава                                                |
| Координате          | 44° 00′ 22″ С; 20° 54′ 01″ И / 44.0062° С; 20.900300000000001° И |
| Надморска висина    | 0m                                                               |

## Карактеристике
Дендрометријске вредности утврђене на терену и сателитским снимцима:
| Стабло                     | Крст |
| Висина стабла              | m    |
| Обим дебла                 | m    |
| Пречник крошње             | 0m   |
| Пречник дебла              | m    |
| Висина дебла до прве гране | m    |

## База записа
Запис је у оквиру Викимедија пројекта "Запис - Свето дрво" заведен под редним бројем 0593.